# Хаяси, Кэнтаро
Кэнтаро Хаяси (яп. 林 健太郎, род. 29 августа 1972, Матида, Токио) — японский футболист, полузащитник, и тренер.

## Клубная карьера
На протяжении своей футбольной карьеры выступал за клубы «Токио Верди», «Виссел Кобе» и «Ванфоре Кофу».

## Карьера в сборной
В 1995 году сыграл за национальную сборную Японии два матча.

## Достижения
- Обладатель кубка Императора (2): 1996, 2004